# La Grange (Illinois)
La Grange es una villa ubicada en el condado de Cook en el estado estadounidense de Illinois. En el Censo de 2010 tenía una población de 15550 habitantes y una densidad poblacional de 2.379,66 personas por km².

## Geografía
Según la Oficina del Censo de los Estados Unidos, La Grange tiene una superficie total de 6.53 km², de la cual 6.53 km² corresponden a tierra firme y (0%) 0 km² es agua.

## Demografía
Según el censo de 2010, había 15550 personas residiendo en La Grange. La densidad de población era de 2.379,66 hab./km². De los 15550 habitantes, La Grange estaba compuesto por el 89.92% blancos, el 4.88% eran afroamericanos, el 0.14% eran amerindios, el 1.38% eran asiáticos, el 0% eran isleños del Pacífico, el 1.87% eran de otras razas y el 1.81% pertenecían a dos o más razas. Del total de la población el 6.42% eran hispanos o latinos de cualquier raza.